# Max Bucholz
Max Bucholz, nemški častnik, vojaški pilot in letalski as, * 3. november 1912, Zerbst, Saška - Anhalt, Nemčija, † 19. julij 1996, Warnemünde, Mecklenburg - Predpomorjanska, Nemčija.

## Življenjepis
Ob izbruhu druge svetovne vojne je Oberfeldwebel Bucholz služil v 1./JG 3. 17. maja 1940 je v enem dnevu zabeležil svojo prvo zračno zmago in postal letalski as. Takrat je namreč nad Francijo sestrelil štiri dvomotorne lahke bombnike RAF Bristol Blenheim in dva francoska lovca Curtiss. Septembra 1940 je Bucholz sestrelil še tri britanske lovce v bitki za Britanijo, 15. septembra pa je bil tudi sam sestreljen nad Rokavskim prelivom. Takrat je bil skupaj s še osmimi nemškimi lovci dodeljen kot zaščita nemškim bombnikom Heinkel He 111, ki so imeli nalogo bombardirati London. Nad Kanalom so jih prestregli britanski lovci Supermarine Spitfire, v spopadu, ki je sledil pa je bil Bucholzev Messerschmitt Bf 109 E-1 (W. Nr. 1563) zadet v hladilnik. Bucholz se je iz zadetega letala rešil s padalom. Na srečo je eden od njegovih spremljevalcev usmeril reševalni hidroplan k njemu, tako da so ga iz vode kmalu rešili. 
Ob koncu bitke za Britanijo je imel Bucholz priznanih devet sestreljenih sovražnih letal. V začetku leta 1941 je Bucholz napredoval v čin poročnika in bil premeščen v I./JG 3, s katero je odšel na vzhodno fronto. Tam je kmalu zabeležil 18 zmag, med katerimi jih je kar štiri dosegel 29. junija, pet pa 9. julija. S svojim Bf 109 F-2 (W. Nr. 8962) je bil kmalu za tem prisiljen zasilno pristati, ko je njegovo letalo utrpelo hujše poškodbe na bojni nalogi nad frontno črto. Bucholz se pri pristanku ni poškodoval tako, da je že 15. julija 1941 napredoval v nadporočnika in prevzel poveljstvo nad 2./JG 3. Na mestu poveljnika je zamenjal Helmuta Meckla, ki se je moral zaradi bolezni umakniti s fronte. Za 27. zmag v 160 bojnih nalogah je bil Bucholz 12. avgusta 1941 odlikovan z Viteškim križem. 
I./JG 3 je bil v začetku oktobra premeščen v Nemčijo, kjer se je na novo opremil z lovci Bf 109 F-4. Po prenovi enote je bila le-ta nastanjena v Nizozemski, kjer je delovala kot obrambna enota. 6. januarja 1942 se je enota preimenovala v II./JG 1, nadporočnik Bucholz pa je ostal poveljnik 3./JG 3, ki je bil odslej znan pod imenom 5./JG 1. 12. februarja je Max Bucholz zabeležil svojo zadnjo, osemindvajseto zračno zmago, angleški dvomotorni bombnik Bristol Blenheim, ki ga je sestrelil med operacijo Donnerkeil.
Od sredine 1942 do konca vojne je Bucholz opravljal dolžnosti v štabih I./JG 106 in I./JG 102.
Max Bucholz je imel v svoji karieri lovskega pilota priznanih 28 zračnih zmag, čeprav nekateri viri navajajo tudi številko 30. 18 od teh zmag je dosegel na vzhodni fronti.

## Odlikovanja
- Viteški križ železnega križca (12. avgust 1941)